# 鏡池通
鏡池通（かがみいけとおり）は、愛知県名古屋市千種区の地名。現行行政地名は鏡池通1丁目から鏡池通4丁目。住居表示未実施地域。

## 地理
名古屋市千種区南部に位置する。東は四谷通、西は田代本通、南は川崎町・幸川町・不老町、北は西崎町・稲舟通・見附町・池園町に接する。

## 歴史

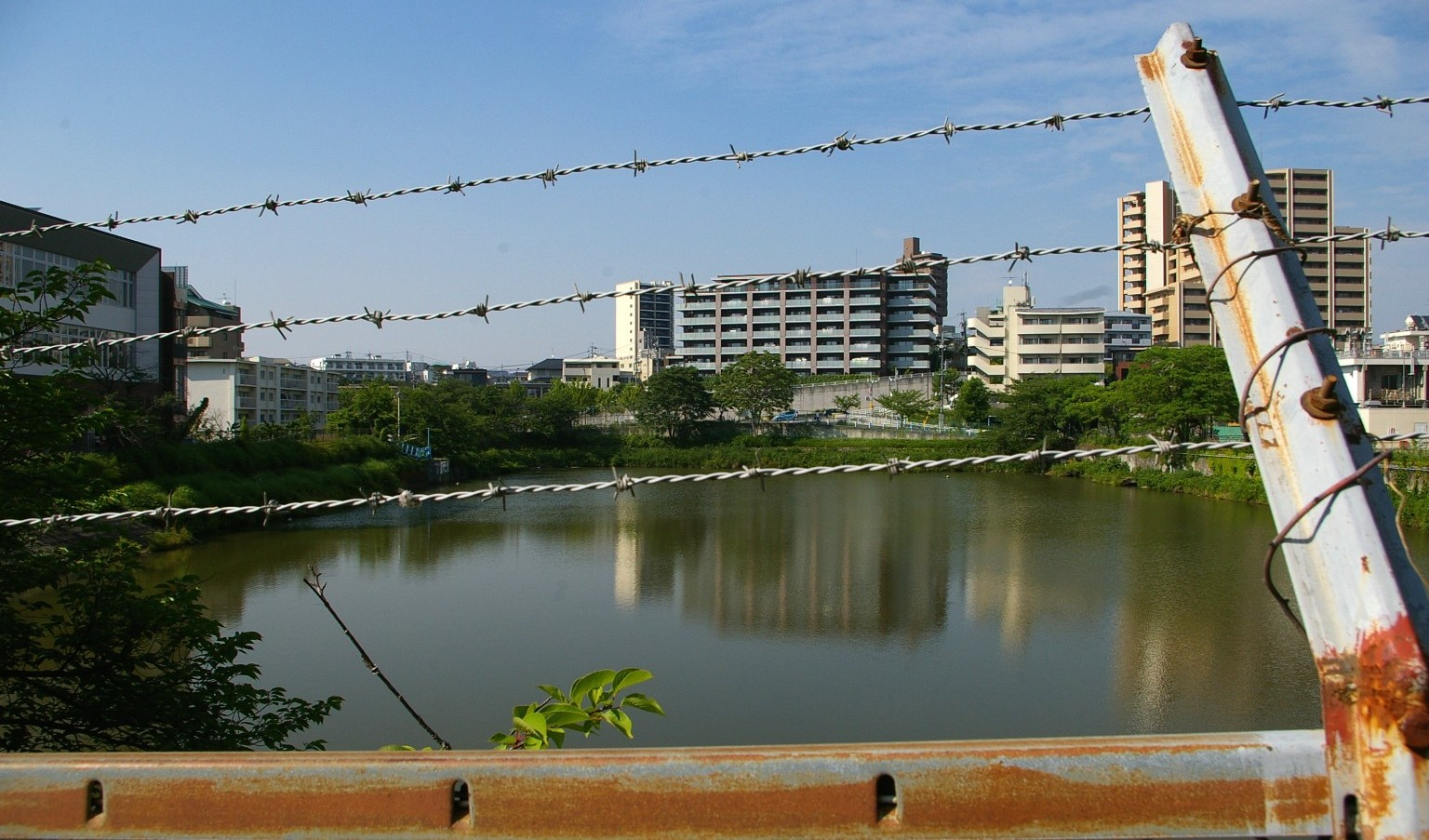
鏡ヶ池

### 地名の由来
鏡ヶ池のほとりを通る道路に沿った町であることによる。

### 沿革
- 1945年（昭和20年）9月20日 - 千種区田代町の一部により同区鏡池通として成立[1]。

## 世帯数と人口
2019年（平成31年）1月1日現在の世帯数と人口は以下の通りである。
| 町丁   | 世帯数  | 人口  |
| ------ | ------- | ----- |
| 鏡池通 | 122世帯 | 212人 |

### 人口の変遷
国勢調査による人口の推移
| 1950年（昭和25年） | 10人  | [ 9 ]  |  |
| 1955年（昭和30年） | 161人 | [ 9 ]  |  |
| 1960年（昭和35年） | 379人 | [ 10 ] |  |
| 1965年（昭和40年） | 457人 | [ 10 ] |  |
| 1970年（昭和45年） | 616人 | [ 11 ] |  |
| 1975年（昭和50年） | 649人 | [ 11 ] |  |
| 1980年（昭和55年） | 547人 | [ 12 ] |  |
| 1985年（昭和60年） | 528人 | [ 12 ] |  |
| 1990年（平成2年）  | 260人 | [ 13 ] |  |
| 1995年（平成7年）  | 194人 | [ 14 ] |  |
| 2000年（平成12年） | 291人 | [ 15 ] |  |
| 2005年（平成17年） | 333人 | [ 16 ] |  |
| 2010年（平成22年） | 332人 | [ 17 ] |  |

## 学区
市立小・中学校に通う場合、学校等は以下の通りとなる。また、公立高等学校に通う場合、学区は以下の通りとなる。
| 丁目        | 番・番地等 | 小学校               | 中学校               | 高等学校 |
| ----------- | ---------- | -------------------- | -------------------- | -------- |
| 鏡池通1丁目 | 全域       | 名古屋市立田代小学校 | 名古屋市立城山中学校 | 尾張学区 |
| 鏡池通2丁目 | 全域       | 名古屋市立田代小学校 | 名古屋市立城山中学校 | 尾張学区 |
| 鏡池通3丁目 | 全域       | 名古屋市立見付小学校 | 名古屋市立城山中学校 | 尾張学区 |
| 鏡池通4丁目 | 全域       | 名古屋市立見付小学校 | 名古屋市立城山中学校 | 尾張学区 |

## 施設
- 中部電力東山変電所[7]
- とんぼ第2保育所[7]
- 単立大悲閣天照寺[7]北緯35度9分31.2秒 東経136度57分48.8秒 / 北緯35.158667度 東経136.963556度
- 単立興西寺[7]北緯35度9分27.8秒 東経136度57分55.1秒 / 北緯35.157722度 東経136.965306度

## 交通
- 名古屋市道鏡ヶ池線
- 名古屋市道鏡池通線：鏡ヶ池付近の旧道

## その他

### 日本郵便
- 郵便番号 : 464-0816[4]（集配局：千種郵便局[20]）。